# Juno Awards 2010
I Juno Awards 2010 (39ª edizione) si sono tenuti a Saint John's il 17 e 18 aprile 2010.

## Categorie
Lista parziale (sono incluse le categorie più importanti). In grassetto sono indicati i vincitori.

### Artista dell'anno
- K'naan
- Jann Arden
- Michael Bublé
- Diana Krall
- Johnny Reid

### Gruppo dell'anno
- Metric
- Billy Talent
- Blue Rodeo
- Hedley
- The Tragically Hip

### Artista rivelazione dell'anno
- Drake
- Justin Bieber
- Danny Fernandes
- Carly Rae Jepsen
- Shiloh

### Gruppo rivelazione dell'anno
- Arkells
- Down with Webster
- The New Cities
- Stereos
- Ten Second Epic

### Fan Choice Award
- Michael Bublé
- Maxime Landry
- Nickelback
- Johnny Reid
- Ginette Reno

### Album dell'anno
- Michael Bublé - Crazy Love
- Billy Talent - Billy Talent III
- Diana Krall - Quiet Nights
- Johnny Reid - Dance with Me
- Justin Bieber - My World

### Album di musica alternative dell'anno
- Metric - Fantasies
- Handsome Furs - Face Control
- Julie Doiron - I Can Wonder What You Did with Your Day
- Japandroids - Post-Nothing
- Tegan and Sara - Sainthood

### Album internazionale dell'anno
- Kings of Leon - Only by the Night
- Britney Spears - Circus
- The Black Eyed Peas - The E.N.D.
- Taylor Swift - Fearless
- Susan Boyle - I Dreamed a Dream

### Album pop dell'anno
- Michael Bublé - Crazy Love
- Lights - The Listening
- Justin Bieber - My World
- Hedley - The Show Must Go
- Stereos - Stereos

### Album rock dell'anno
- Billy Talent - Billy Talent III
- Nickelback - Dark Horse
- Three Days Grace - Life Starts Now
- Alexisonfire - Old Crows/Young Cardinals
- The Tragically Hip - We Are the Same

### Singolo dell'anno
- Classified - Anybody Listening
- Drake - Best I Ever Had
- The Tragically Hip - Live Is a First
- Billy Talent - Rusted from the Rain